# Agama (lagarto)
Agama es un género de saurópsidos escamosos agámidos distribuidos por África y Oriente Medio. Habitan en una gran variedad de hábitats, desde bosques y matorrales hasta desiertos y zonas urbanas.

## Especies
El género Agama se compone de unas 43 especies, mostradas en la siguiente lista:
- Agama aculeata Merrem, 1820
- Agama africana (Hallowell, 1844)
- Agama agama (Linnaeus, 1758)
- Agama anchietae Bocage, 1896
- Agama armata Peters, 1855
- Agama atra Daudin, 1802
- Agama bocourti Rochebrune, 1884
- Agama boensis Monard, 1940
- Agama bottegi Boulenger, 1897
- Agama boueti Chabanaud, 1917
- Agama boulengeri Lataste, 1886
- Agama caudospinosa Meek, 1910
- Agama cristata Mocquard, 1905
- Agama doriae Boulenger, 1885
- Agama etoshae Mclachlan, 1981
- Agama finchi Böhme, Wagner, Malonza, Lötters & Köhler, 2005
- Agama gracilimembris Chabanaud, 1918
- Agama hartmanni Peters, 1869
- Agama hispida (Kaup, 1827)
- Agama impalearis Boettger, 1874
- Agama insularis Chabanaud, 1918
- Agama kaimosae Loveridge, 1935
- Agama kirkii Boulenger, 1885
- Agama lanzai[2] Wagner, Leache, Mazuch & Böhme, 2013
- Agama lebretoni Wagner, Barej & Schmitz, 2009
- Agama lionotus Boulenger, 1896
- Agama lucyae Wagner & Bauer, 2011
- Agama montana Barbour & Loveridge, 1928
- Agama mossambica Peters, 1854
- Agama mucosoensis Hellmich, 1957
- Agama mwanzae Loveridge, 1923
- Agama parafricana Trapé, Mediannikov & Trapé, 2012
- Agama paragama Grandison, 1968
- Agama persimilis Parker, 1942
- Agama planiceps Peters, 1862
- Agama robecchii Boulenger, 1891
- Agama rueppelli Vaillant, 1882
- Agama sankaranica Chabanaud, 1918
- Agama somalica[2] Wagner, Leache, Mazuch & Böhme, 2013
- Agama spinosa Gray, 1831
- Agama sylvana Macdonald, 1981
- Agama tassiliensis Geniez, Padial & Crochet, 2011
- Agama turuensis Loveridge, 1932
- Agama wagneri Trapé, Mediannikov & Trapé, 2012
- Agama weidholzi Wettstein, 1932